# Святошинская улица
Свято́шинская у́лица — улица в Святошинском районе города Киева. Пролегает от Чернобаевской площади до Жмеринской улицы.
К Святошинской улице примыкают улицы Горенская, Верховинная, Михаила Котельникова и Святошинский переулок.

## История
Возникла в 1-й четверти XX столетия, под названием Вокзальная (от расположенной поблизости железнодорожной станции Святошин). Простиралась до конца застройки поблизости от нынешней улицы Михаила Котельникова. В 1955—1962 годах — Пинская. Современное название — с 1962 года, от местности Святошино, через которую она проходит. Во 2-й половине 1960-х годов Святошинская улица была перепланирована и продлена до современных размеров.

## Застройка
С нечётной стороны в конце улица застроена промышленными зданиями и складами. В конце улицы осталось несколько одно- и двухэтажных домов начала XX столетия (№ 29). Среди жилой застройки — многоэтажки 1980-х годов и трёхэтажные дома 1950-х годов.

## Транспорт
- Троллейбус № 41
- Автобусы №№ 89, 90
- Маршрутные такси №№ 174, 187, 203, 413, 461, 490
- Станция метро «Святошин»

## Почтовый индекс
03115

## Важные учреждения
- Украинский научно-исследовательский и учебный центр проблем стандартизации, сертификации и качества (дом № 2)

### Внешние ссылки
- Святошинская улица на сервисе Яндекс.Панорамы.